# Zoltán Fábri
Zoltán Fábri, właśc. Zoltán Furtkovics (ur. 15 października 1917 w Budapeszcie, zm. 23 sierpnia 1994 tamże) – węgierski reżyser filmowy i teatralny, scenarzysta i scenograf.

## Życiorys
Przed II wojną światową ukończył szkołę średnią, a po wojnie - Akademię Sztuk Pięknych. Później związał się z teatrem i pracował w Akademii Teatru i Sztuki Filmowej. Początkowo był scenografem, aktorem i reżyserem teatralnym, tworzył również ilustracje do książek, został głównym reżyserem Teatru Węgierskiego (Magyar Theatre), w 1947 został członkiem Teatru Narodowego w Budapeszcie. Od 1950 pracował w wytwórni filmowej jako dyrektor artystyczny, okazjonalnie pisał scenariusze. W 1952 wyreżyserował film Burza. 
Tworzył głównie filmy o tematyce społecznej i politycznej. Do jego najwybitniejszych dzieł należą: Karuzela miłości (1956, na podstawie powieści Imre Sarkadiego), Mecz w piekle (1961), Dwadzieścia godzin (1965), Chłopcy z placu Broni (1969), Rodzina Toth (1969), Piąta pieczęć (1976), Węgrzy (1978) i Requiem (1981).